# Aftrekpost
Een aftrekpost verlaagt de grondslag van een heffing, bijvoorbeeld belasting. Het is dus een grondslagversmaller, net als een vrijstelling of een heffingvrije som.
Bij inkomstenbelasting en/of inkomensafhankelijke sociale premies verlaagt een aftrekpost dus het inkomen waarover betaald wordt, bij winstbelasting (zoals vennootschapsbelasting) de winst van een bedrijf, waarover betaald wordt. Soms wordt de uitdrukking van de belasting aftrekken gebruikt, hoewel het niet zo is, dat het hele bedrag van de te betalen belasting wordt afgetrokken (zoals bij heffingskorting), het wordt slechts van het belastbare bedrag afgetrokken.

## Ondernemingen
Ondernemingen kunnen in principe alle kosten van de omzet aftrekken om zo tot de belastbare winst te komen. In principe volgt men hierbij de regels voor de commerciële jaarrekening. Sommige aftrekposten worden echter gelimiteerd ter voorkoming van misbruik, bijvoorbeeld kasrondjes. Ook is het mogelijk dat op grond van het substance over form principe rente-aftrek van bepaalde uit onzakelijke motieven aangegane leningen en andere transacties wordt beperkt.
Hoewel hierdoor de aftrekposten enigszins terughoudender lijken zijn dan bij de commerciële winst, valt de fiscale winst toch lager uit door andere faciliteiten en vrijstellingen. Daarbij is de hoofdregel in principe dat kosten aftrekbaar zijn; aftrekbeperkingen betreffen bijzondere situaties.

## Particulieren
Voor particulieren in loondienst ziet de belastingwet het meestal anders. Kosten worden in principe gezien als inkomensbesteding, en zijn alleen aftrekbaar wanneer de wet dit expliciet bepaalt. De reden hiervoor is dat ondernemingen per definitie de kosten moeten maken om de winst te kunnen behalen, terwijl voor particulieren niet alle kosten noodzakelijk zijn om hun salaris te kunnen behalen. Bovendien wordt salaris betaald uit bedragen die het bedrijf reeds af heeft mogen trekken als personeelskosten, en zijn de meeste jurisdicties van mening dat ieder voordeel ten minste een keer belast dient te worden.
Toch houden persoonlijke inkomstenbelastingwetten meestal rekening met de persoonlijke situatie en staan daarom (veel) aftrekposten toe. Aftrekposten kunnen bijvoorbeeld zijn: 
- Arbeidsgerelateerde kosten: de reiskosten woon-werkverkeer.
- Persoonlijke verplichtingen: bijvoorbeeld hypotheekrenteaftrek
- Buitengewone lasten, bijvoorbeeld hoge ziektekosten, studiekosten, kinderopvang
- Giften

Voor Nederland, zie box 1: er is reisaftrek, er zijn negatieve belastbare inkomsten uit eigen woning, er zijn uitgaven voor inkomensvoorzieningen, zoals aftrekbare lijfrentepremie (inclusief premie voor banksparen), en er is persoonsgebonden aftrek. Verder vormen onder voorwaarden schulden een aftrekpost in box 3.

## Varianten
Een aftrekpost is verwant aan een vrijstelling: een aftrekpost vermindert de heffingsgrondslag, een vrijstelling is iets dat niet meegeteld hoeft te worden. Zie is bijvoorbeeld onder voorwaarden reiskostenvergoeding vrijgesteld loon. Het onderscheid is niet altijd scherp, de MKB-winstvrijstelling zou ook een aftrekpost kunnen worden genoemd. Wel is het zo dat aftrekposten het inkomen in box 1 negatief kunnen maken, wat verrekend kan worden met positieve inkomens in box 1 in andere jaren; dit geldt niet voor vrijstellingen. In dat opzicht is een heffingvrije som eerder een vrijstelling dan een aftrekpost. In de Wet IB is er alleen een heffingvrije som voor het vermogen, in box 3: heffingvrij vermogen.
Nog een variant van een aftrekpost is een heffingskorting. Bij een aftrekpost in een van de drie boxen volgt het belastingvoordeel uit het bedrag van de aftrekpost en het (marginale) tarief. Een heffingskorting kan afhangen van de hoogte van bepaalde inkomsten, zoals het geval is bij de arbeidskorting, die volgens een eigen "schijventarief" afhangt van de arbeidsinkomsten. Per saldo geeft dit, zelfs in het relatief eenvoudige geval dat er verder geen inkomsten/aftrekposten in box 1 zijn, voor deze inkomsten een  schijventarief met veel schijven met nogal grillig op en neer gaande tarieven.
Een bijzondere aftrekpost is de aftrek wegens geen of geringe eigenwoningschuld die ervoor zorgt dat de eigenwoningforfait altijd uitkomt op nul. Sinds belastingjaar 2019 kan deze belasting wel uitkomen boven nul vanwege de geleidelijke afbouw van de bijzondere aftrekpost.
Zie ook aftrek tegen een lager tarief.